# Grimbald
Grimbald est un moine bénédictin d'origine flamande de la seconde moitié du IXe siècle, probablement mort en 901. Il fait partie des érudits invités par Alfred le Grand à contribuer au renouveau culturel du Wessex.

## Biographie
La vie de Grimbald est principalement connue grâce à des hagiographies ultérieures, qui comprennent de nombreuses anecdotes clairement imaginaires. D'après ces sources douteuses, Grimbald, natif de Thérouanne, serait entré dans les ordres à un très jeune âge, devenant moine, puis prêtre à l'abbaye Saint-Bertin de Saint-Omer. Son abbé, l'archevêque de Reims Foulques le Vénérable, le recommande dans une lettre au roi du Wessex Alfred le Grand, qui cherche à raviver la culture classique dans son royaume en invitant à sa cour des érudits d'Europe continentale.
Grimbald arrive ainsi en Angleterre en 887 et s'installe, selon la tradition hagiographique, dans un « petit monastère » (monasteriolum) à Winchester. Il fait partie des quatre assistants cités par Alfred dans sa préface à la traduction en vieil anglais de la Règle pastorale de Grégoire le Grand. Asser loue son érudition en matière religieuse et ses talents de chanteur dans son Histoire du roi Alfred. D'après la tradition, il aurait refusé de succéder à l'archevêque Æthelred de Cantorbéry, recommandant Plegmund à la place.
Grimbald est vraisemblablement mort le 8 juillet 901 à Winchester. Son monasteriolum semble avoir été à l'origine du New Minster fondé en 903 par Édouard l'Ancien, le fils d'Alfred. La communauté monastique du New Minster considère Grimbald comme son premier abbé, bien qu'il soit mort avant la consécration des lieux. Un culte se développe autour de sa personne, avec une fête le 8 juillet. Sa popularité atteint son apogée au XIe siècle, puis décline après la conquête normande de l'Angleterre. Il reste vénéré à l'abbaye de Hyde, fondée en 1110 par les moines de New Minster, jusqu'à la dissolution des monastères.